# AC-542
La AC-542 es una carretera autonómica de la Junta de Galicia, inicia su recorrido en la ciudad de Betanzos (La Coruña), en la intersección con las carreteras autonómicas AC-195 (Avenida Fraga Iribarne) y con la AC-840, la carretera de Melide. Termina en Mesón do Vento (La Coruña) en la carretera estatal N-550, de La Coruña a Tuy. 
La carretera enlaza con las carreteras AC-222, a Herves y Carral; AC-221, a La Coruña y tiene un enlace con la A-6, a través de una vía provincial de la Diputación Provincial de La Coruña
Su antigua nomenclatura era C-542.
- Datos: Q5653507